# 北東部地域 (ブラジル)
北東部地域 (ポルトガル語: Região Nordeste do Brasil)は、ブラジル北東部の地域。現地ブラジルのブラジルポルトガル語ではしばしば単に「Nordeste ノルデスチ」と呼ばれる。
2016年の人口は5691万5926人で、全国の27.6%を占め、5地域中2位。面積は155万8196km2で、全国の18.3%を占め、5地域中3位。アラゴアス州、セアラー州、セルジペ州、バイーア州、パライバ州、ピアウイ州、ペルナンブーコ州、マラニョン州、リオグランデ・ド・ノルテ州の9州から成る。最大都市はサルヴァドール。ブラジルで最初にポルトガル人や他のヨーロッパ人に征服された地域である。独特の方言や伝承を含む文化、料理、音楽、文学等を持つ。住民の58%が一日2＄以下で生活している。

## 隣接地域
- 北〜北東：大西洋
- 南：南東部地域
- 南西：中西部地域
- 西：北部地域

## 地理・気候

北東部地域の気候区分
1 •中北部
2 •セルトン
3 •アグレステ
4 •ゾーナ・ダ・マッタ

- 北〜南東：大西洋
- 南：エスピニャソ山地（英語版）
- 西〜北西：アマゾン盆地

南部から東部に向かってサン・フランシスコ川が流れる。全域が熱帯に含まれ、カーティンガや大西洋岸森林、カンポ・セハードが広がる。気候は暑いステップ気候で、カーティンガでは乾燥、セハードでは中程度で、大西洋岸では湿っている。

### Meio-Norte(中北部)
中北部は北東部地域の北西部を占める。アマゾン熱帯雨林と、ステップ気候で暑く乾燥したセルトンを繋ぐ。
- マラニョン州全域
- ピアウイ州の西部

が該当する。

### セルトン(後背地)
ポルトガル語のsertão(ポルトガル語発音: [sehˈtɐ̃w̃])(セルトン)の第一の意味は、アジアや南米のバックカントリーやアウトバックを指す。ブラジルでは、16世紀初頭にポルトガル人が初めて南米に到達した海岸の後背地を指す。
地理的には、ブラジル高地の一部を成す低い高地を指す。セルトンの殆どが海抜200〜500mで、東の最も標高の高いボルボレマ高原で、半乾燥のアグレステに繋がる。西にはイビアパパ山が聳える。
- セアラー州全域
- ピアウイ州の東部
- リオグランデ・ド・ノルテ州の西部
- パライバ州の西部
- ペルナンブーコ州の西部
- アラゴアス州の西部
- バイーア州の西部〜中央部

が該当する。
セルトンは赤道に近い為に気温の変動が少なく、典型的な熱帯である。特に西部は極端に暑い。ブラジルの他地域に比べて降水量がとても少ない。南大西洋の熱帯収束帯がほぼ通年に渡って覆う北部は、ほぼ常に乾燥している。
セルトンの殆どで年間降水量は500〜800mmだが、北の沿岸部のフォルタレザでは1300mmに達する。雨季は西部で1〜4月、東部で3〜6月だが、変動が激しい為に壊滅的な旱魃が多く発生する。

### アグレステ
西のセルトンと東の森林地域に挟まれる。貿易風が絶壁で止まる為、内陸に行く程降水量は減少する。熱帯雨林を保つ程の雨量は無く、降水量も不安定である。今日では灌漑が使用した牧畜が盛んである。北から順に
- リオグランデ・ド・ノルテ州の一部
- パライバ州の一部
- ペルナンブーコ州の一部
- アラゴアス州の一部
- セルジペ州の一部
- バイーア州の一部

が該当する。

### 森林区域(ゾーナ・ダ・マッタ)
東部の大西洋沿岸地域に広がり、西はアグレステである。高湿で、大都市が多い。森林破壊によって森が縮小している。19世紀後半までの長期間、この地域のサトウキビ栽培がブラジルの経済を支えていた。その後はコーヒー栽培が盛んになった。サトウキビは大規模農園で栽培され、農園主は大きな政治的影響力を持つ。

## 主要都市
人口は2016年7月1日の値。

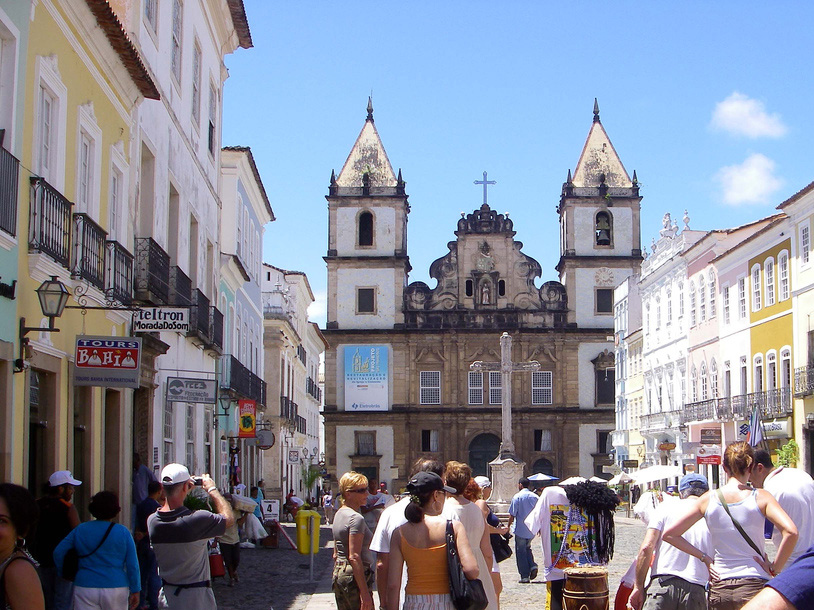
サルヴァドールの歴史地区。1985年に世界遺産になった。

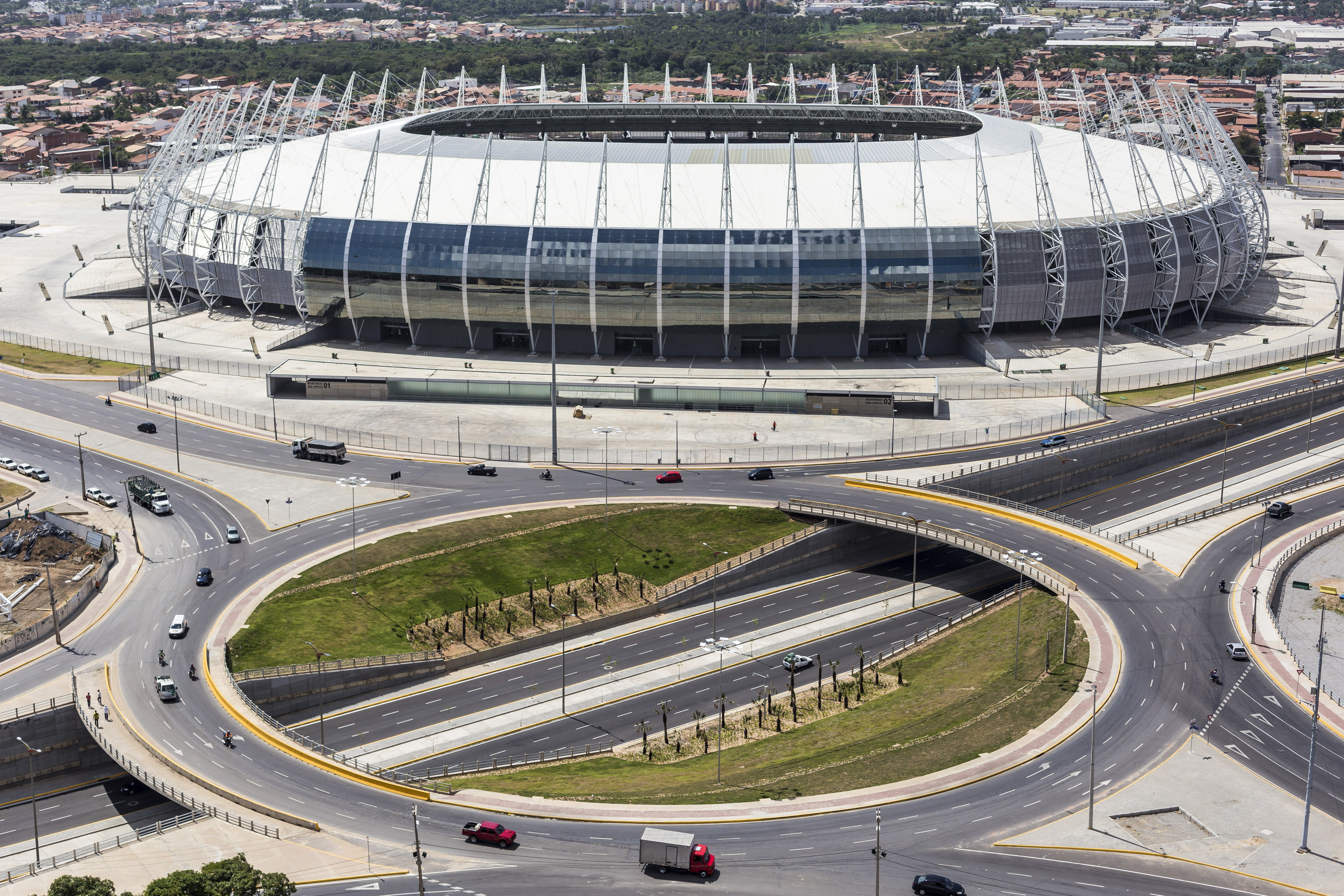
フォルタレザのカステロン競技場

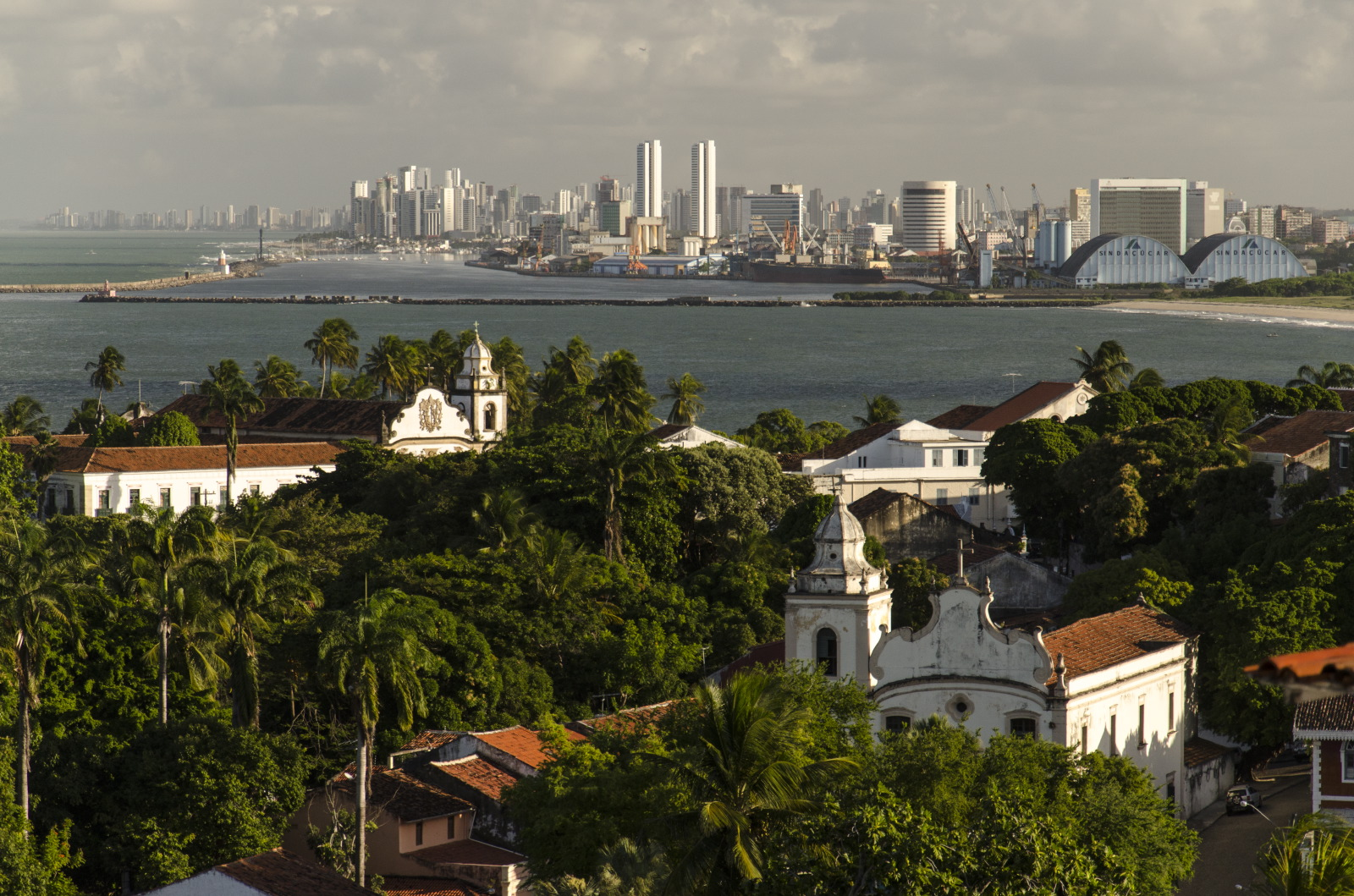
手前がオリンダで、奥がレシフェ。オリンダは1982年に世界遺産になった。

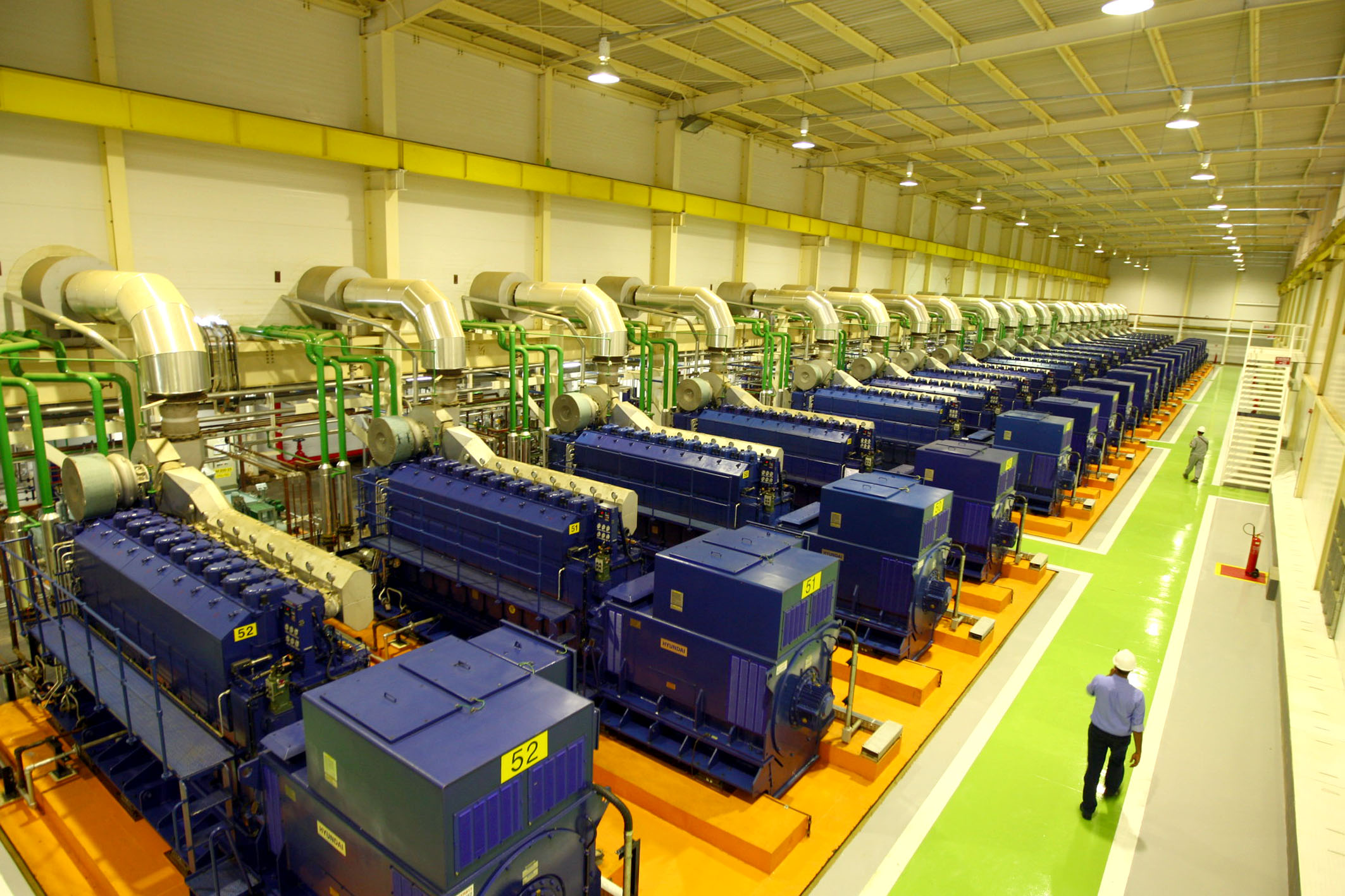
バイーア州のカマサリは、南半球最大の統合型工業地区が有り、ブラスケム等が入居している。

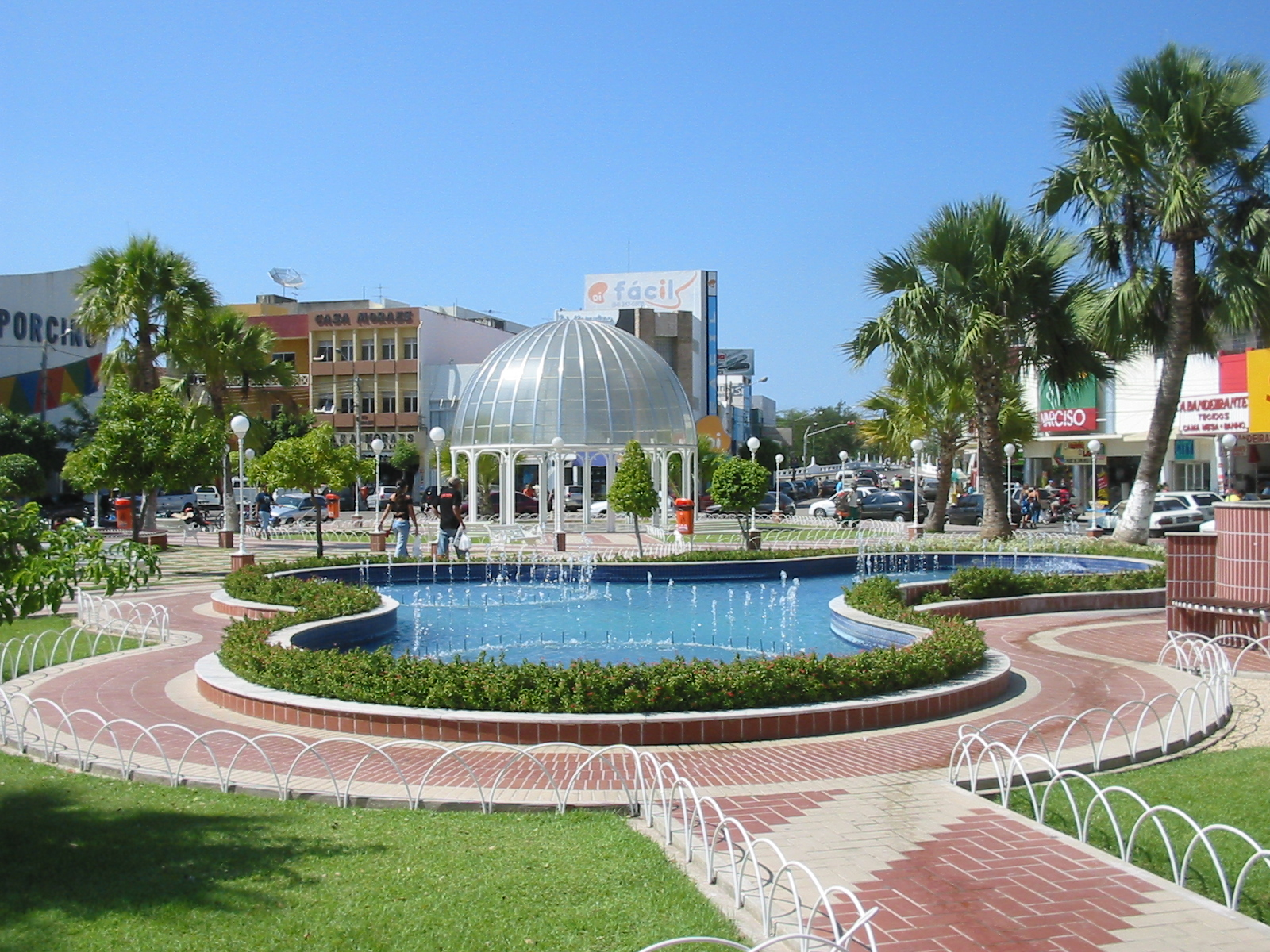
リオグランデ・ド・ノルテ州のモソローは、ブラジル最大級の石油精製施設が有る。

- サルヴァドール：293万7290人(バイーア州州都)
- フォルタレザ：260万9720人(セアラー州州都)
- レシフェ：162万5580人(ペルナンブーコ州州都)
- サン・ルイス：102万2840人(マラニョン州州都)
- マセイオ：102万1030人(アラゴアス州州都)
- ナタール：87万7760人(リオグランデ・ド・ノルテ州州都)
- テレジーナ：79万8850人(ピアウイ州州都)
- ジョアンペソア：79万8690人(パライバ州州都)
- ジャボアタン・ドス・グアララペス：67万6090人
- アラカジュ：64万1520人(セルジペ州州都)
- フェイラ・デ・サンタナ：57万1180人
- カンピナ・グランデ：38万8700人
- オリンダ：38万2450人
- パウリスタ（英語版）：32万5590人
- カアウカイア（英語版）：31万9400人
- カルアル：31万2240人
- ヴィトリア・ダ・コンキスタ：30万9840人
- カマサリ：27万8850人
- モソロー：26万6570人
- ジュアゼイロ・ド・ノルテ（英語版）：25万7720人
- ペトロリーナ：25万1820人
- パルナミリン（英語版）：24万8620人
- インペラトリズ（英語版）：24万580人
- マラカナウー（英語版）：22万1660人
- イタブーナ：21万4980人

## 地域が抱える問題
- 森林破壊
- マングローブとレスティンガ（英語版）の劣化
- 密猟と動物売買
- 社会基盤
- ダム
- 鉱業
- 観光の発展
- 外来種の侵入

## 保護区
- 低マランヘンス環境保護区（英語版）
- ペイシェ湖国立公園（英語版）
- アラグアイア国立公園（英語版）
- パンタナル・マトグロッセンス国立公園（英語版）
- 大西洋森林生態系保護区（英語版）

## 歴史

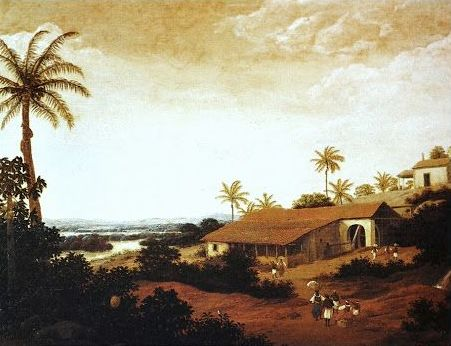
17世紀のペルナンブーコ州の砂糖工場(Frans Post作)

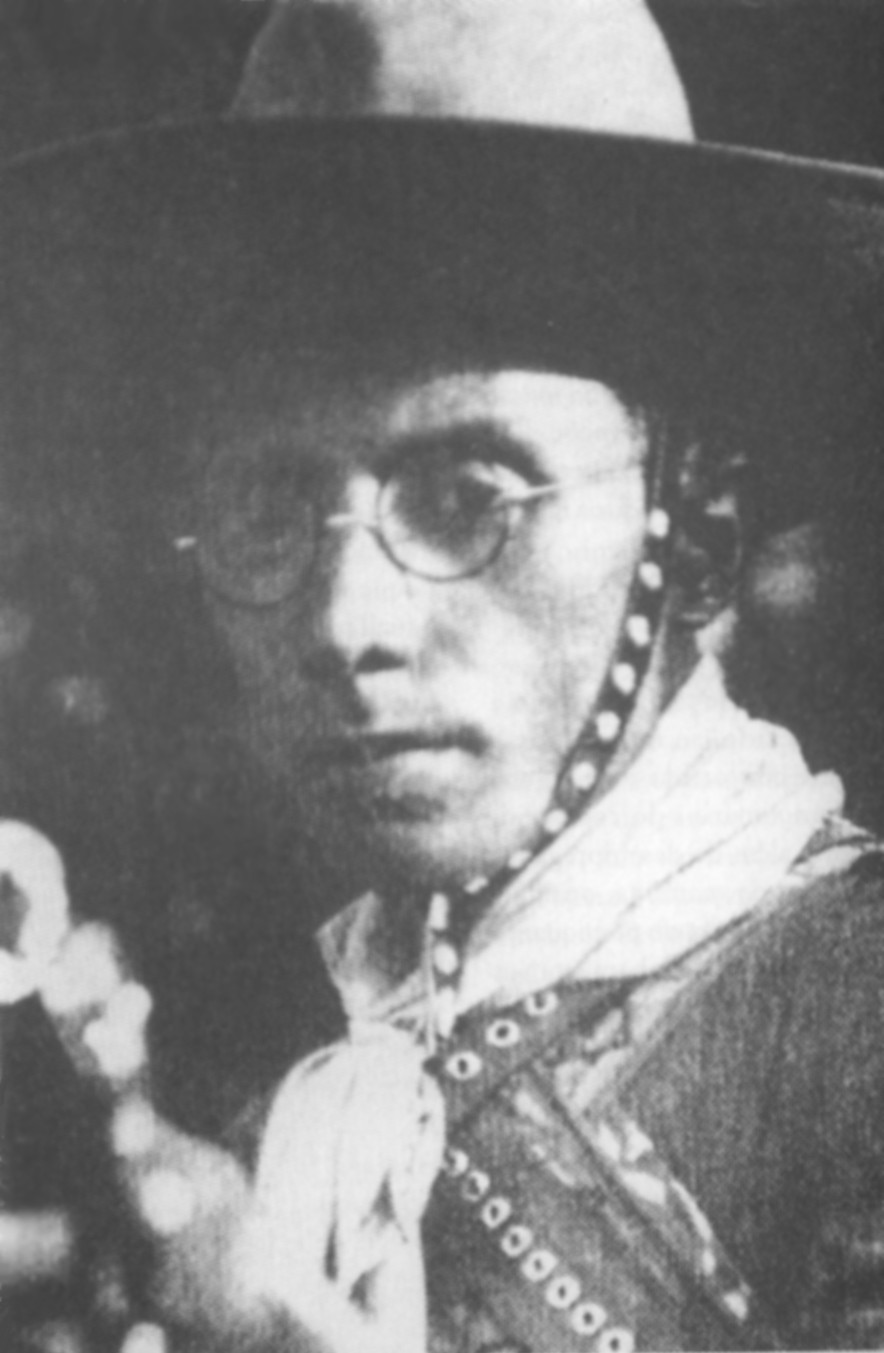
ランピアォン

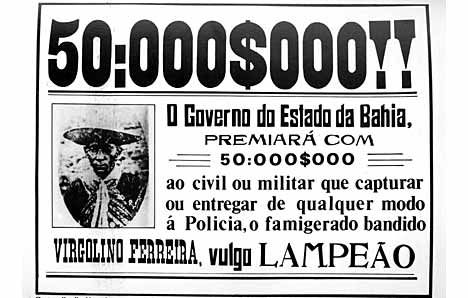
バイーア州はランピアォンを5000万レアルの賞金首にした。(1930年)

植民地になる以前は、トゥピ・グアラニー語族の言語を話す先住民が暮らしていた。
1500年4月22日、ペドロ・アルヴァレス・カブラル率いる約1500人のポルトガル人が、現在のバイーア州のポルト・セグーロにヨーロッパ人として初めて上陸した。北東部地域の沿岸部はブラジルで最初に貿易が始まった。ヨーロッパ人はブラジルボクを伐採し、ヴァイオリンの弓に加工した。最初の内、先住民は香辛料と引き換えに伐採を手伝った。しかし、植民地化と商業が発達すると、侵略者は先住民から土地を奪い、奴隷として農場で働かせるようになった。先住民は抵抗したが、戦闘によって劇的に人口を減少させていった。労働力減少を受けて、ポルトガル人はアフリカの黒人を奴隷として導入した。トルデシリャス条約に反対するフランス王国等は、ブラジルボクを盗む為に沿岸部を何度も攻撃した。
1534年、サルヴァドールにブラジルの首都が置かれた。
1552年、ブラジルで初めてカトリックの司教区がサルヴァドールに置かれた。
1555年〜1567年、フランスはフランス領南極(現在のリオ・デ・ジャネイロ)を支配した。
17世紀には奴隷の抵抗運動が激化し、キロンボ(逃亡奴隷とその子孫による集落)を形成した。
1604年、ネーデルラント連邦共和国はバイーア州を襲撃し、一時的にサルヴァドールを占領した。
1605年、アラゴアス州に最大且つ最も有名なキロンボ・ドス・パルマーレスが建設された。パルマーレスは最盛期には独立した共和国で、3万人以上のアフリカ人が所属していた。
1612年〜1614年、フランスはフランス領赤道(現在のサン・ルイス)を支配した。
1630年〜1654年、ネーデルラントは沿岸部を占領した。
1695年、パルマーレスの戦いでキロンボ・ドス・パルマーレスは滅びた。
指導者のズンビ・ドス・パルマーレスは殺害され、遺体はレシフェで晒された。
1763年、首都がサルヴァドールからリオ・デ・ジャネイロに移った。
ポルトガルからの独立運動は北東部地域で始まった。
1877年に大旱魃が発生し、セルトン住民から多くの盗賊が生まれた。
1922年〜1930年、ギャングが最盛期を迎えた。彼らは農家や政治家、小作人や僧侶等から援助を受けた。
1938年、ギャングへの掃討作戦が始まり、1940年にはかなり弱体化が進んだ。

## 経済

### 農業
- ココア
- コーヒー
- サトウキビ
- 畜産
- 綿花

### 観光

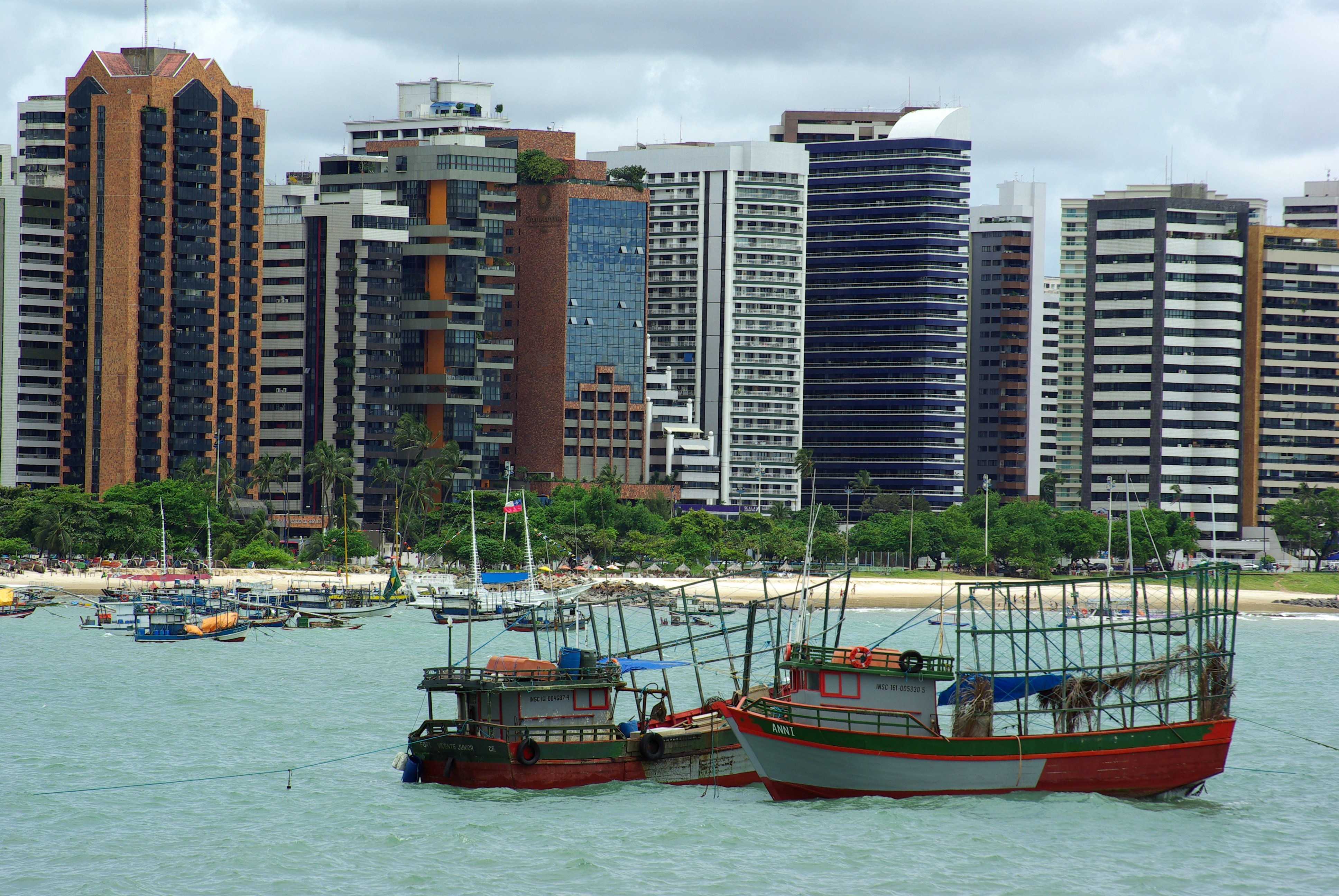
セアラー州はブラジルで4番目に繊維産業が盛ん

- アブロルホス海洋国立公園（英語版）
- イタカレ（英語版）
- カナスヴィエイラス（英語版）
- カノア・ケブラーダ（英語版）
- キシャダ（英語版）
- コマンダトゥバ島（英語版）
- ジコア・デ・ジェリコアコアラ（英語版）
- シャパダ・ダ・ジアマンチーナ国立公園（英語版）
- ジョアンペソア
- セッテ・シダーデス国立公園（英語版）
- セラ・ダ・カピバラ国立公園：1991年から世界遺産
- ソブラル（英語版）
- フェルナンド・デ・ノローニャ：2001年から世界遺産
- ポルト・セグーロ
- ポルト・デ・ガリーニャス（英語版）
- レンソイス・マラニャンセス国立公園

### その他
- 水力発電：サン・フランシスコ川のダム
- 繊維
- 林業

## 教育
- アラゴアス連邦大学（英語版）(UFAL)
- 北大河連邦大学（英語版）(UFRN)
- セアラー連邦大学（英語版）(UFC)
- セルジペ連邦大学(UFS)
- バイーア連邦大学(UFBA)
- パライバ連邦大学（英語版）(UFPB)
- ペルナンブーコ連邦大学（英語版）(UFPE)
- ポルトガル語圏アフリカ・ブラジル国際統合大学（英語版）(UNILAB)
- マラニョン連邦大学（英語版）(UFMA)

## 交通

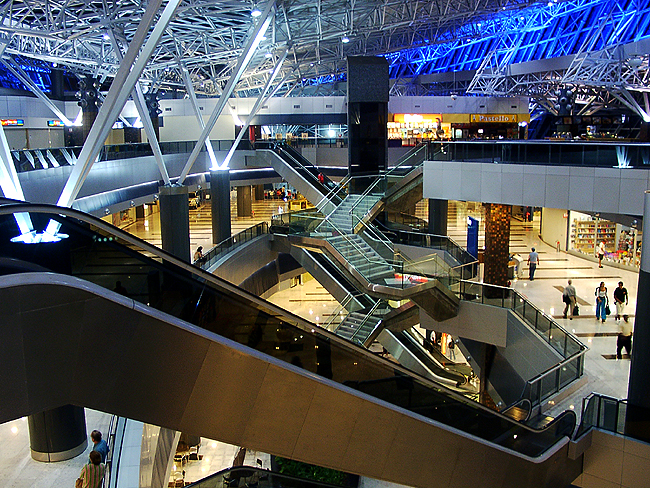
レシフェのグアララペス国際空港

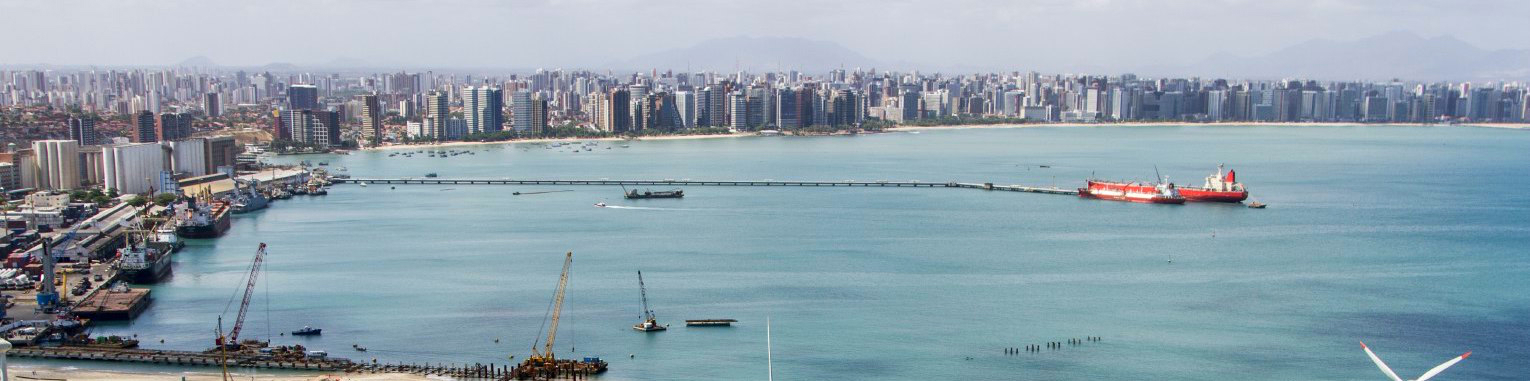
フォルタレザのムクリペ港

### 国際空港
- アウグスト セヴェーロ国際空港（英語版）：リオグランデ・ド・ノルテ州ナタール市。NAT。
- カストロ・ピント大統領国際空港（英語版）：パライバ州ジョアン・ペソア市。JPA。
- グアララペス国際空港：ペルナンブーコ州レシフェ市。REC。
- サンタマリア空港（英語版）：セルジペ州アラカジュ市。AJU。
- ズンビ・ドス・パウマレス国際空港（英語版）：アラゴアス州マセイオ市。MCZ。
- ピント・マルチンス国際空港：セアラー州フォルタレザ市。FOR。
- プレフェイト Dr. ジョアン・シウヴァ・フィーリョ国際空港（英語版）：ピアウイ州パルナイバ（英語版）市。PHB。
- ディユタード・ルイス・エドワルド・マガリャエス国際空港：バイーア州サルヴァドール市。SSA。
- マル・クンハ・クーニャ・マシャド国際空港（英語版）：マラニョン州サン・ルイス市。SLZ。

### 海港
- スアペ港（英語版）：ペルナンブーコ州イポジュカ（英語版）市。
- ペセム港（英語版）：セアラー州サン・ゴンサーロ・ド・アマランテ（英語版）市。

## 宗教
他地域に比べてカトリックの勢力が強い。

## 文化

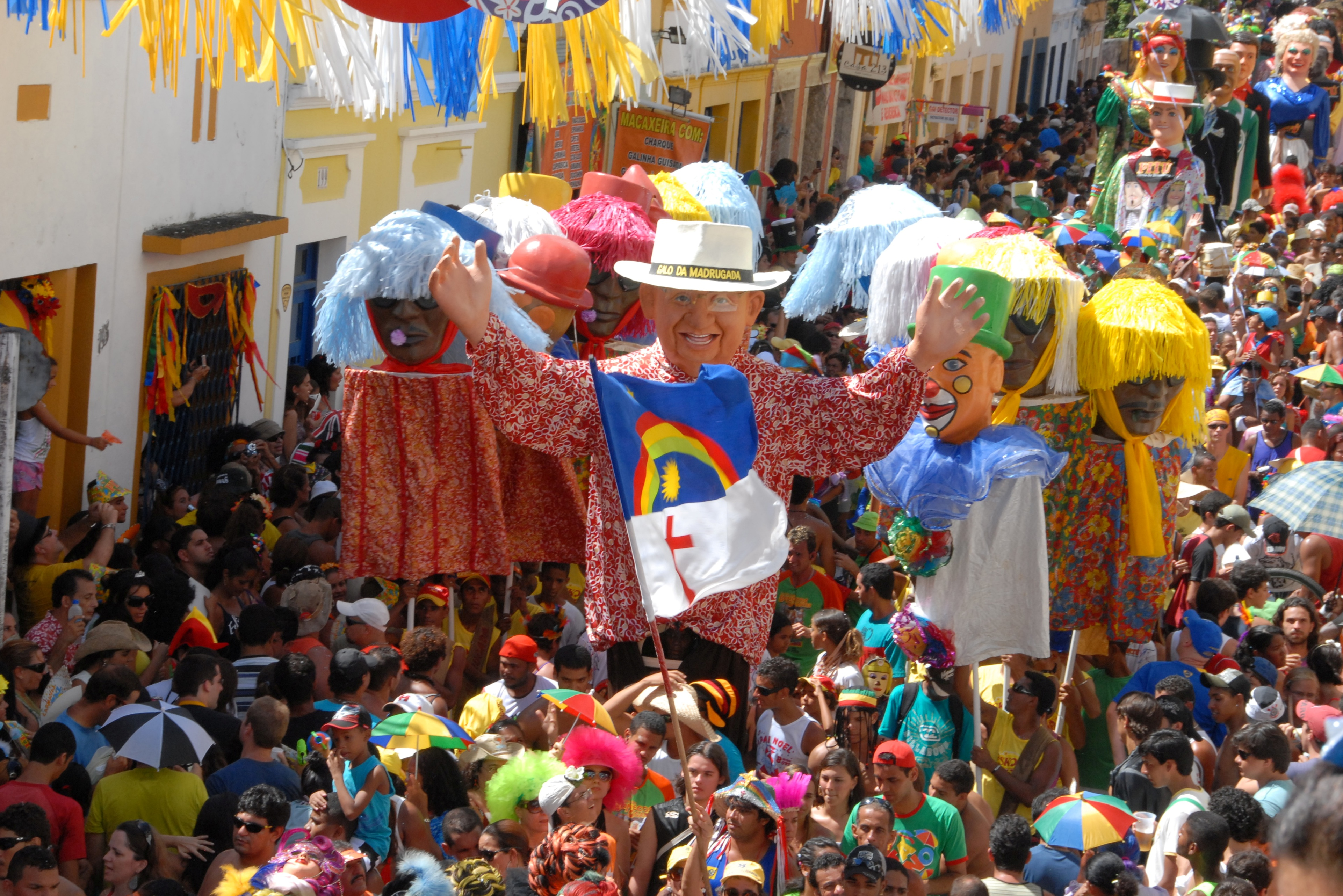
オリンダのカーニバル

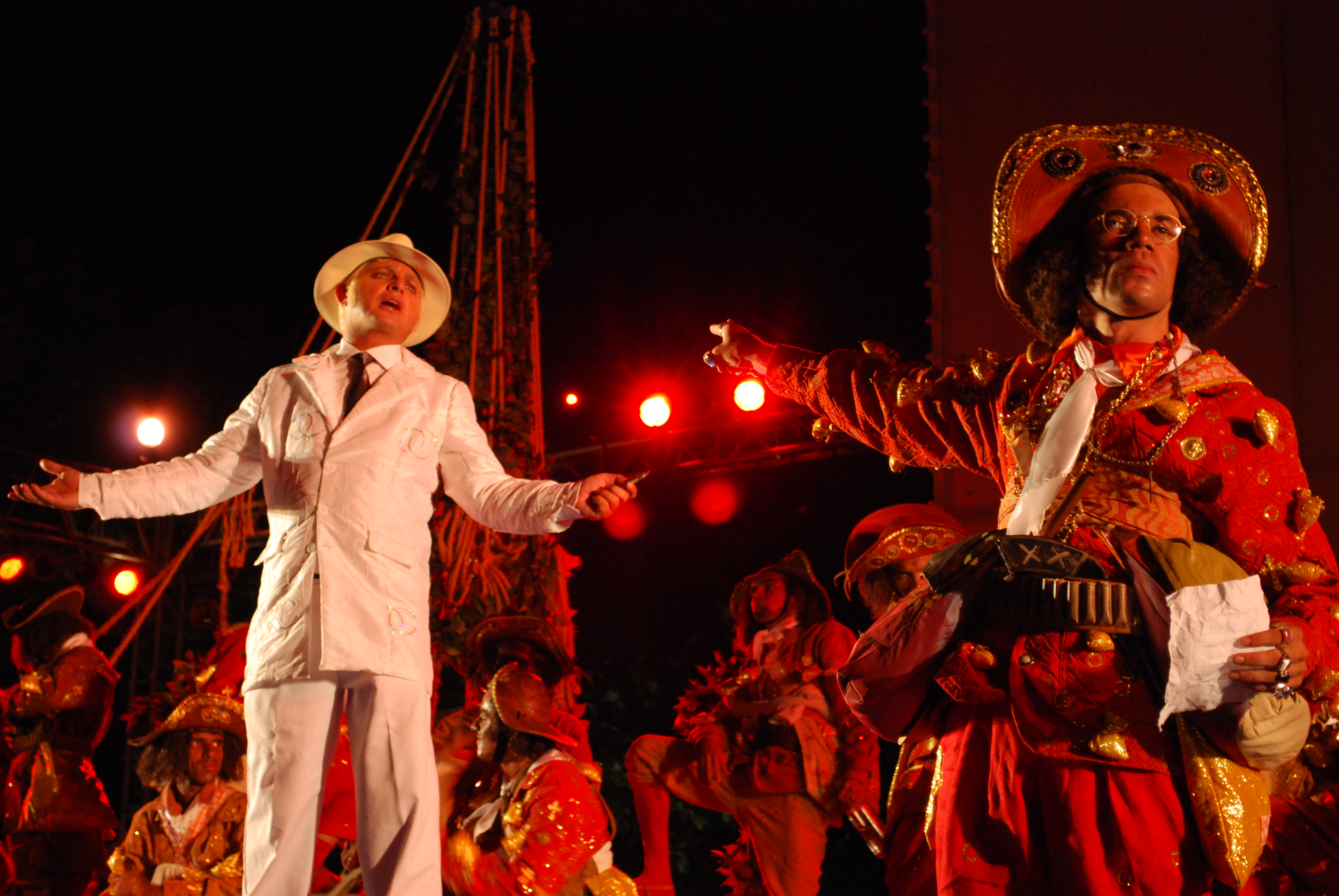
モソローのフェスタ・ジュニーナ

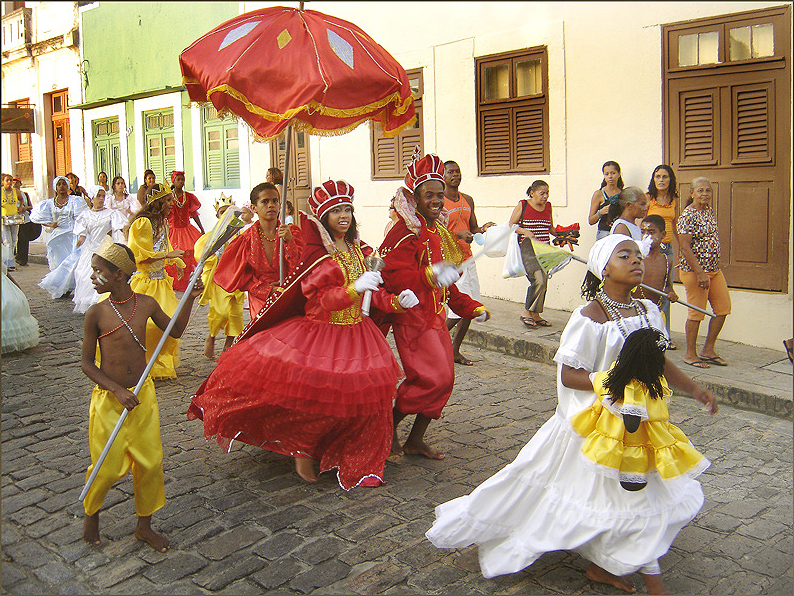
マラカトゥ

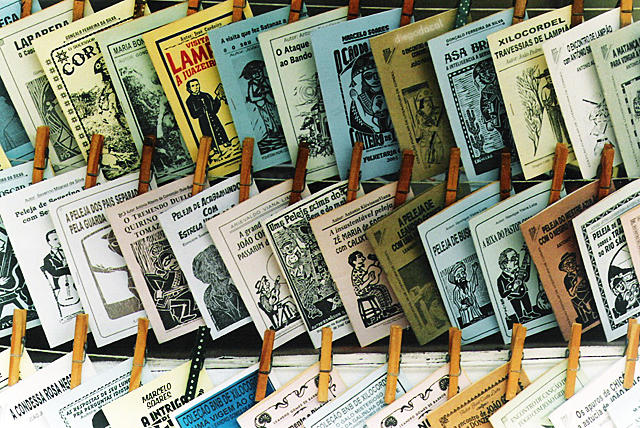
コルデル文学は北東部地域でとても人気が有る。

### 祭り
- カーニバル
- フェスタ・ジュニーナ
- ブンバ・メウ・ボイ

### 踊り
- フレヴォ（英語版）
- マラカトゥ（英語版）

### 音楽
- アシェー（英語版）
- フォホー（英語版）

この地域あたりの特徴ある音楽を日本では1990年代ころから「ノルデスチ」という（和製の）ジャンル名で分類している。

### 料理

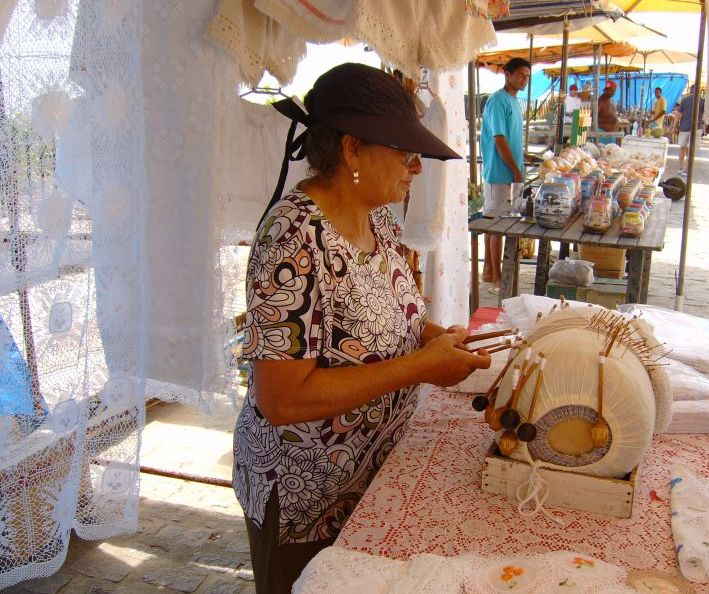
セアラー州のレンデイラの女性

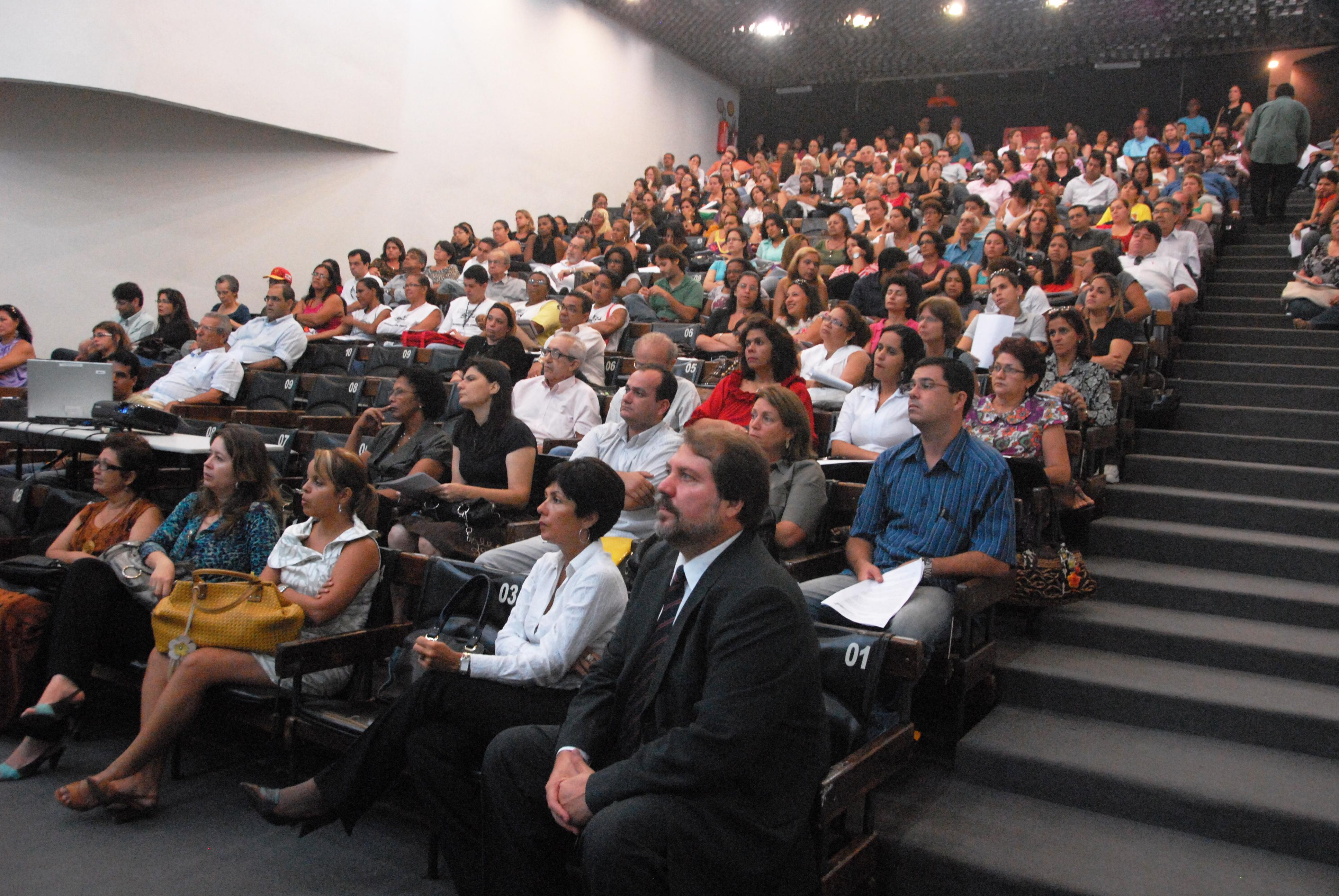
オリンダ市による健康訓練

- アカラジェ（英語版）
- ヴァタパ（英語版）
- カルネ・デ・ソル（英語版）
- カンジッカ（英語版）
- キベベ（英語版）
- パソッカ（英語版）
- パモーニャ
- ファロファ

## 著名人
- アドリアナ・リマ：1981年〜。ファッションモデル。
- ウンベルト・デ・アレンカール・カステロ・ブランコ：1897年〜1967年。第26代大統領（任期：1964年〜1967年）。
- エルメート・パスコアール：1936年〜。作曲家、編曲家、演奏家。
- オスカー・シュミット：1958年〜。バスケットボール選手。
- カエターノ・ヴェローゾ：1942年〜。作曲家、歌手。
- グラウベル・ローシャ：1938年〜1981年。映画監督、俳優、脚本家。シネマ・ノーヴォの旗手。
- ジャヴァン：1949年〜。歌手。
- ジョゼ・サルネイ：1930年〜。第31代大統領（任期：1985年〜1990年）。
- ジョゼ・デ・アレンカール：1829年〜1877年。文学者。代表作は「イラセマ」。
- ジョルジェ・アマード：1912年〜2001年。小説家。代表作は「フロル婦人と二人の夫」。
- ジルベルト・ジル：1942年〜。音楽家としては、トロピカリアを牽引しムジカ・ポプラール・ブラジレイラの重要人物になった。政治家としては、2003年〜2008年に文化大臣を務めた。
- ジルベルト・フレイレ：1900年〜1987年。社会学者、文化人類学者、歴史家、ジャーナリスト、政治家。
- ズンビ・ドス・パルマーレス：1655年〜1695年。国内最大の逃亡奴隷共同体の最後の指導者。
- デオドロ・ダ・フォンセカ：1827年〜1892年。初代大統領（任期：1891年）。
- ドリヴァル・カイミ：1914年〜2008年。歌手、作曲家。
- マルタ・ビエイラ・ダ・シルバ：1986年〜。女子サッカー選手。
- ルイス・イナシオ・ルーラ・ダ・シルヴァ：1945年〜。第35代大統領（任期：2003年〜2011年）。